# Aeternus
Aeternus er Stig Kreutzfeldts tredje album, som udkom i 1999. "Aeternus" er latin og betyder evig eller uendelige.
Albummet blev udgivet i forbindelse med det nationale middelalderår, hvor museer og andre kulturinstitutioner fokuserede på middelalderen i Danmark. Albummet var inspireret af middelalder og folkemusik. Folkemusikinstrumenter af træ, jern, skind og ben blev benyttet til at skabe stemningen fra perioden. Aeternus blev godt modtaget af anmelderne og fik 4/6 stjerner i musikmagasinet GAFFA.

## Spor
1. "There Is A Time" 5:42
2. "The First Moon" 4:18
3. "We Are The Ones" 3:49
4. "The Fortuneteller" 4:43
5. "Mountain" 5:58
6. "You Can Win Never Give In" 4:44
7. "Nights Of June" 4:53
8. "Dance Of The Dwarfs" 1:57
9. "Miracles" 4:20
10. "War Birds" 2:58
11. "Now That I Know" 4:18
12. "The Plague" 3:35
13. "One More Day" 4:22
14. "There Is A Time - Outro" 1:44